# Alex Garland
Alexander "Alex" Medawar Garland (26. svibnja 1970.) je engleski književnik, scenarist te filmski producent i redatelj. Svjetsku je slavu stekao kasnih 90-ih godina 20. stoljeća s romanom Žal koji je pobrao hvalospojeve mnogih kritičara. Kasnije je hvaljen za scenarije filmova 28 dana kasnije, Sunshine, Never Let Me Go i Dredd.
Godine 2015. Garland je ostvario svoj redateljski debi filmom Ex Machina, znanstveno-fantastičnim trilerom koji se bavi istraživanjem veze između čovječanstva i umjetne inteligencije. Garlandov scenarij dobio je posebne pohvale te je nominiran za prestižnu filmsku nagradu Oscar u kategoriji najboljeg originalnog scenarija.

## Vanjske poveznice
- Alex Garland u internetskoj bazi filmova IMDb-u (engl.)